# Alí Mardan (aventurer)
Alí Mardan (?- c. 1213) fou un aventurer khaldji, que el segle xiii es va emparar del poder a Lakhanawati, un petit estat de Bengala.
El general Malik Ikhtiyar al-Din Muhammad ben Bakhtiyar Khaldji, conqueridor de Bihar i Bengala per la naixent dinastia khaldji, el va nomenar per un alt càrrec; va aprofitar la derrota del seu superior davant el rei de Kamrup, i que tot seguit es va poder malalt, però assassinar-lo a Diwkot (1205/1206). Llavors fou empresonat per Muhammad Shiran que el va posar sota custòdia del kotwal Naran-go-e, que havia estat abans el seu superior. Gràcies a l'ajut d'aquest Alí Mardan va poder fugir i es va dirigir a la cort del khaldji Qutb-ad-Din Àybak de Delhi al que va acompanyar a Gazni.
Quan Tadj al-Din Yilduz el gúrida, va recuperar Gazni, Alí Mardan va quedar presoner de Yilduz (1208/1209). El 1209 va poder fugir i es va reunir altre cop amb Aybak a Lahore. El sultà de Delhi li va confiar el govern de Lakhanawati.
Mardan es va dirigir a Diwkot i va assolir el poder a tota la província assignada. A la mort d'Aybak poc després (1210) va fer llegir la khutba en nom propi i va agafar el títol de sultà i el lakab d'Ala-al-Din. Els nobles turcoafganesos khaldjis de la regió el van haver d'obeir i va intimidar també als reis hindús veïns.
Les seves maneres prepotents van molestar a la noblesa khaldji i probablement el 1213 (no abans del 1212 ni després del 1214) una conspiració encapçalada per Malik Husayn al-Din Iwaz el va assassinar.